# Mangawhitikau Cave
Mangawhitikau Cave (Maori Mangawhitikau: „Schwimme nicht über diesen Bach“, auch Maori Te Ana o te Atua „Geisterhöhle“)
ist eine Höhle bei Waitomo in der Region Waikato in Neuseeland. Sie hat eine Gesamtganglänge von 8404 m, davon sind 350 m noch nicht untersucht.
In der Höhle leben zahlreiche „Glowworms“. Der Journalist David Attenborough nahm in der Höhle einen großen Teil der Aufnahmen über die Glowworms für den Dokumentarfilm „Life in the Underground“ auf.
Die seit 2004 zugängliche Höhle wird einschließlich Befahrung des Höhlensees im Boot und Teepause touristisch genutzt.
In der Höhle befinden sich Tierknochen, so von den ausgestorbenen Moas. Im Höhleninneren gibt es mehrere schachtartige Öffnungen ins Freie, sog. „Tomos“.
Da die Höhle bei hohem Wasserstand vom Mangawhitikau Stream durchflossen wird, kann die Begehung gefährlich sein. Am 5. Juli 1986 wurde eine Gruppe von sieben Höhlenforschern 15 Stunden in der Höhle eingeschlossen, da das Wasser den Rückweg blockierte. Acht Jahre später ertrank ein Mensch in der Höhle.